# Foston on the Wolds
Foston on the Wolds – wieś w Anglii, w hrabstwie East Riding of Yorkshire. Leży 27 km na północ od miasta Hull i 276 km na północ od Londynu. W 2001 miejscowość liczyła 253 mieszkańców.